# Danubiana Meulensteen Art Museum

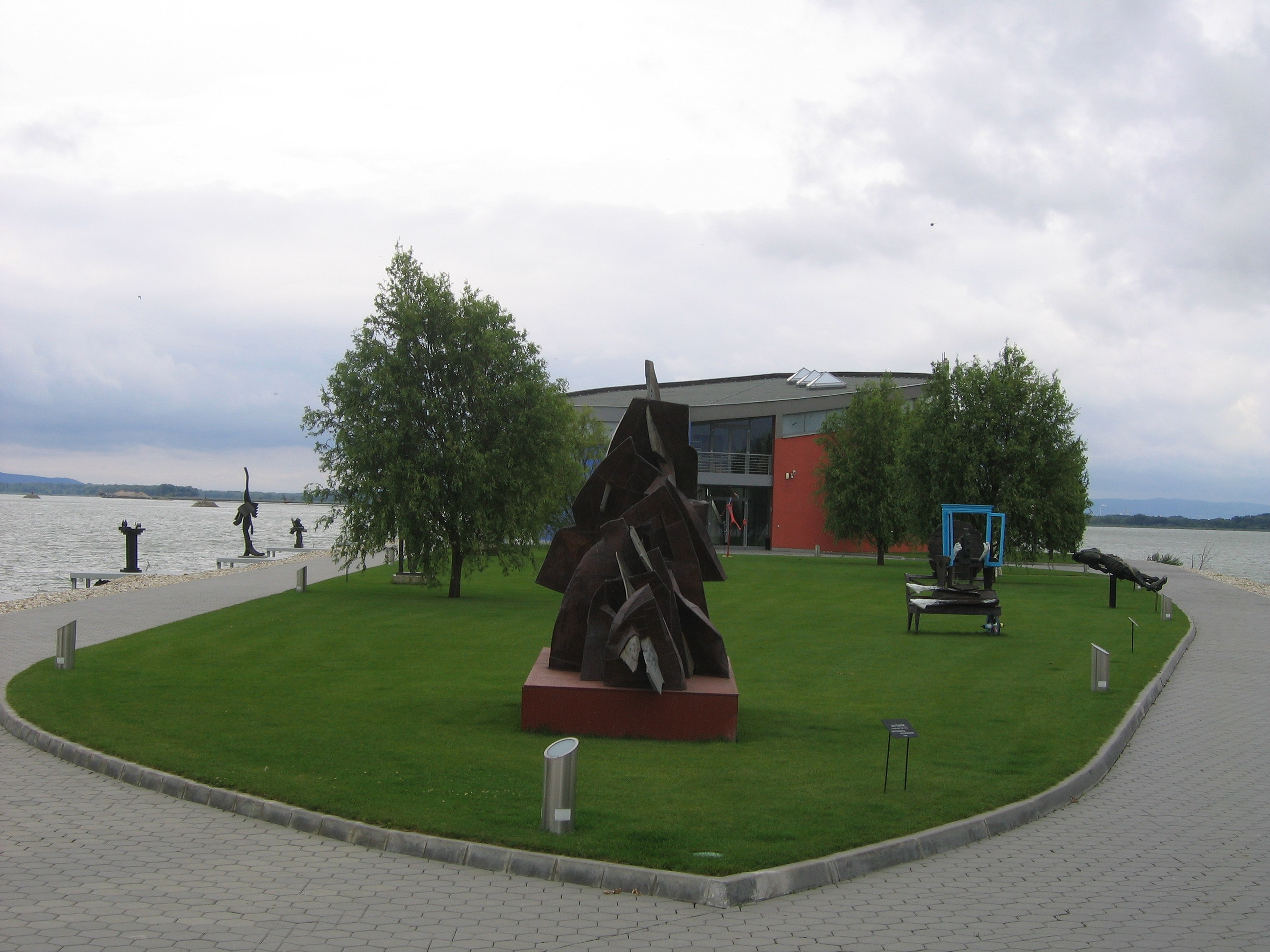
Danubiana Meulensteen Art Museum

Das Danubiana Meulensteen Art Museum in Čunovo, einem Stadtteil von Bratislava, ist das erste Privatmuseum für moderne Kunst in der Slowakei.
Es befindet sich etwa 15 Kilometer vom Stadtzentrum entfernt auf dem halbinselförmigen Ende eines Dammes des Stausees von Gabčíkovo am Südufer der Donau. Die Eröffnung erfolgte am 9. September 2000.

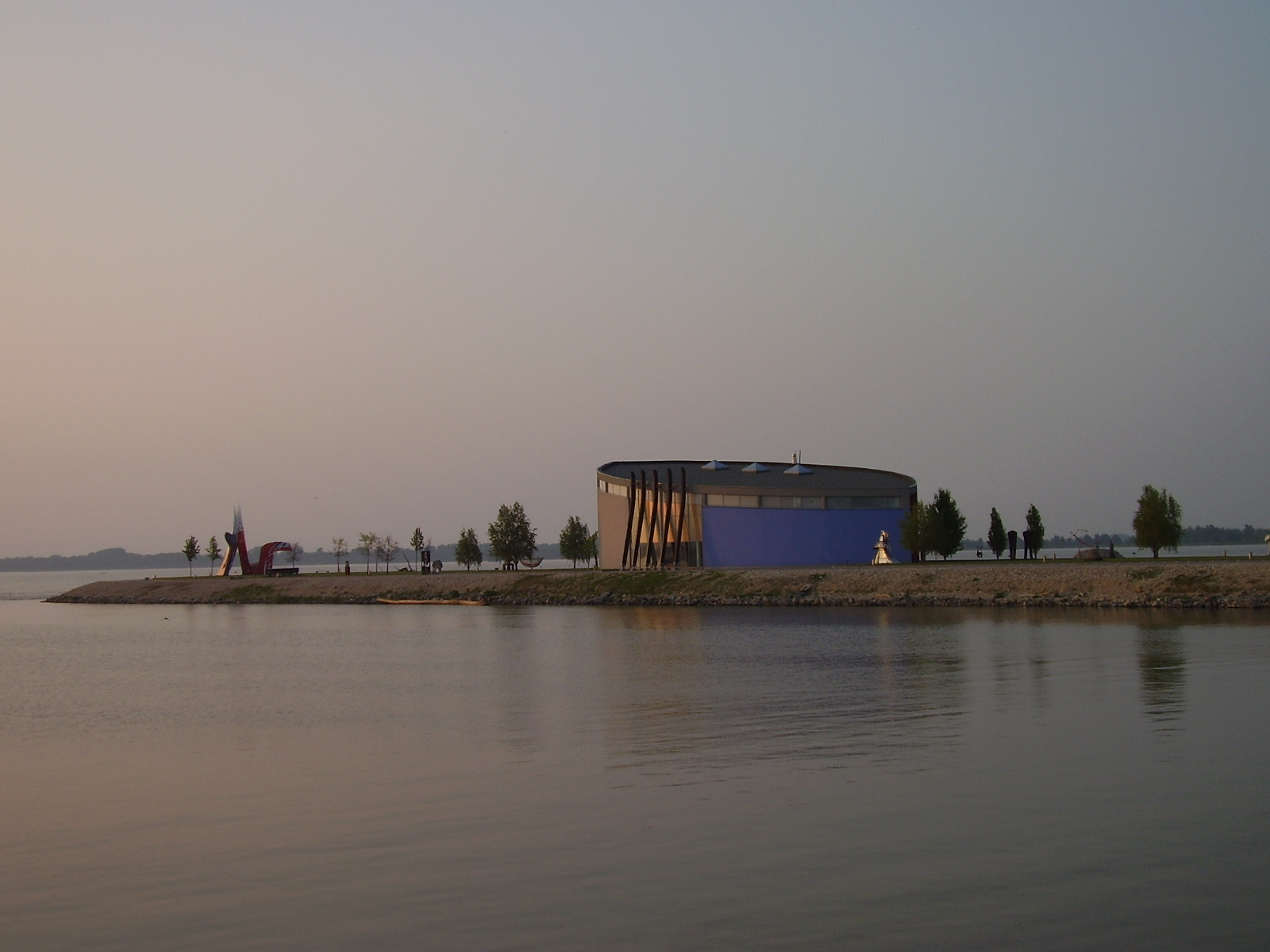
Danubiana Meulensteen-Art Museum

Das Museum entstand auf Initiative des slowakischen Galeristen Vincent Polakovič, der vom niederländischen Kunstsammler und Unternehmer Gerard Meulensteen finanziell unterstützt wurde. Die Baupläne für das Museum stammen vom Architekten Peter Žalman, der die gemeinsame Vision von Vincent Polakovič und dem Maler Peter Pollág, die das Danubiana Meulensteen Art Museum als „von Rudern fortbewegtes Schiff“ sahen, „das die Entfernungen überwindet und entfernte Länder und verschiedene Kulturen verbindet“ übernahm und in einem ovalen Baukörper (50 Meter lang, 20 Meter breit und maximal 12 Meter hoch) mit zwei Ebenen umsetzte.
Rings um das Gebäude liegt der Skulpturengarten mit rund 8.000 Quadratmetern Fläche, wo etwa 40 verschiedene Skulpturen präsentiert werden.
Seit Bestehen wurden unter anderem Werke von Corneille, Constant, Kiro Urdin, Martín Chirino, Miguel Ybanez, Manuel Salinas, Tommaso Cascella, Ad Snijders, Robert Combas und der slowakischen Künstler Jozef Jankovič, Peter Pollág, Milan Lukác und Oto Bachorík vorgestellt.

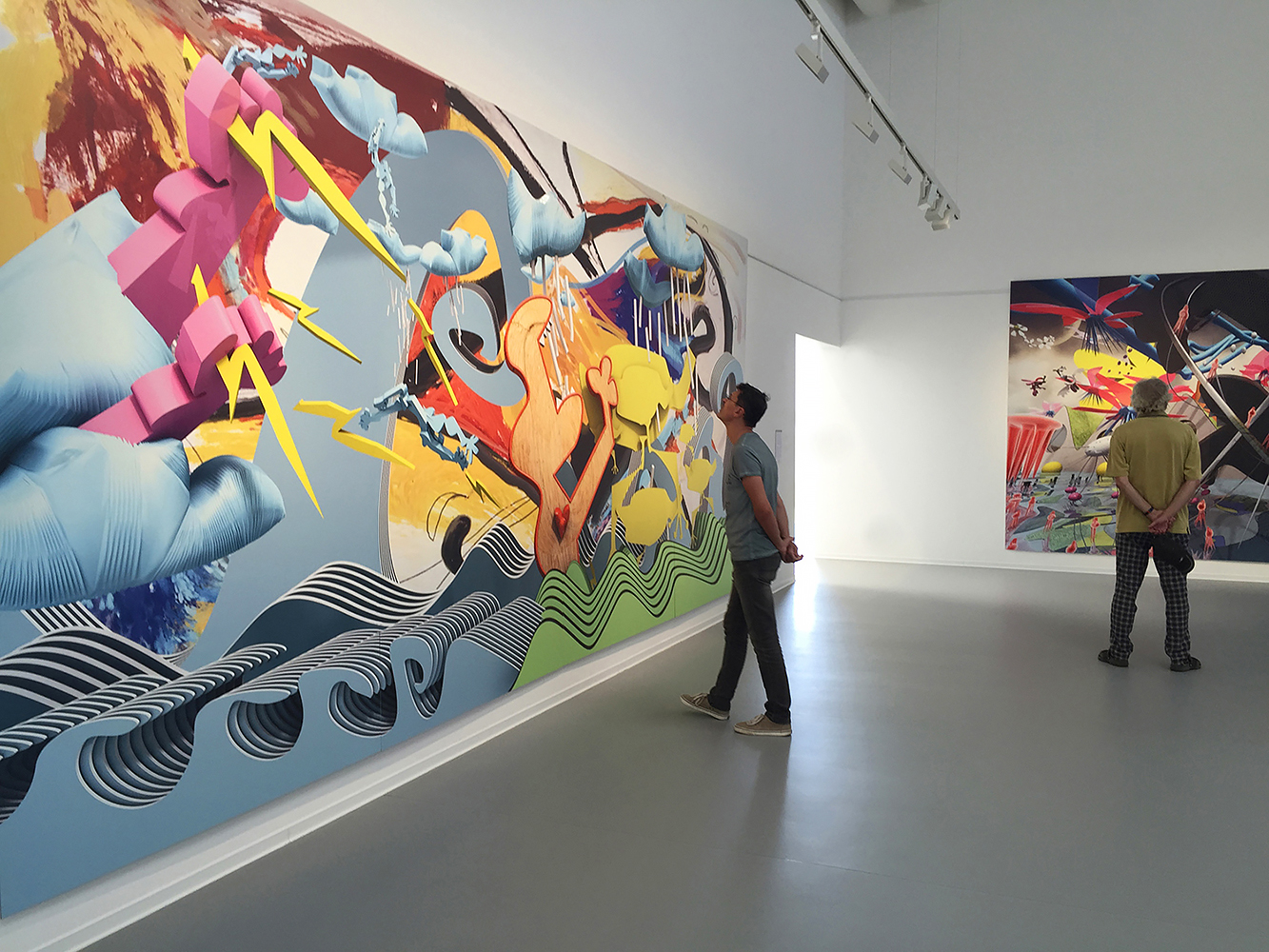
Die Werke von Stepan Rjabtschenko auf der 3. Donau-Biennale im Kunstmuseum Danubiana-Meulensteen

Prominenteste Besucherin war im Mai 2007 die niederländische Königin Beatrix anlässlich eines Staatsbesuchs in der Slowakei.